# Pierre du Diable (La Garnache)
Pour les articles homonymes, voir Pierre du Diable.
La pierre du Diable, appelée aussi menhir de la Grande-Émonnière, est située à La Garnache, dans le département français de la Vendée.

## Protection
L'édifice est classé au titre des monuments historiques par arrêté du 24 septembre 1934.

## Description
Le menhir est constitué d'une grande dalle carrée de 2,20 m de hauteur sur 2,30 m de largeur, enfoncée de 0,20 m dans le sol. Son poids est estimé à environ 5 tonnes. Renversé, il fut redressé en septembre 1933 grâce à Marcel Baudouin.